# Murinis
Els murinis (Murini) són una tribu de rosegadors de la subfamília dels murins. Aquest grup fou descrit el 1887 per Herluf Winge. El gènere Mus, en particular, té una gran importància per a la recerca biomèdica. Els primers representants d'aquesta tribu aparegueren durant el Miocè. Les espècies d'aquest grup s'han estès pel món amb l'expansió de les poblacions humanes. Algunes fonts es refereixen a aquest tàxon com a divisió Mus.